# SV Wiler-Ersigen
 (août 2023).
Si vous disposez d'ouvrages ou d'articles de référence ou si vous connaissez des sites web de qualité traitant du thème abordé ici, merci de compléter l'article en donnant les références utiles à sa vérifiabilité et en les liant à la section « Notes et références ».

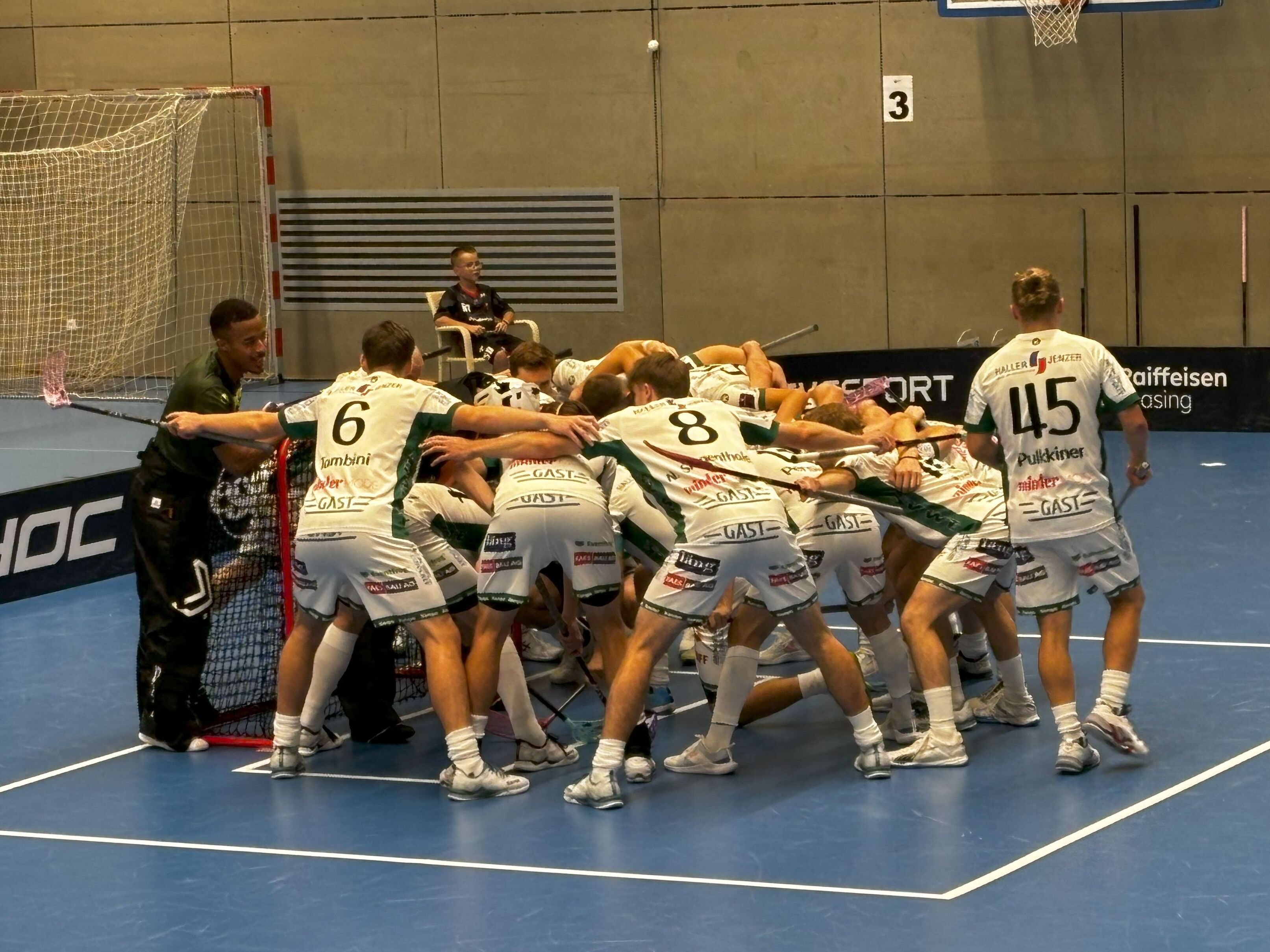
SV Wiler-Ersigen avant la demi-finale de la Coupe des champions de floorball 2024-25 contre Tatran Střešovice.

Le SV Wiler-Ersigen est un club d'unihockey suisse, basé dans le canton de Berne, jouant actuellement en L-UPL (anciennement LNA), la plus haute division suisse.

## Histoire
C'est en 1984 que se fonde le SV Wiler. Le club s'affilie à la fédération suisse d'unihockey (ASUH) en 1986 et participe au championnat de deuxième division. En 1988, Wiler monte en première division suisse (LNA) et fusionne en 1989 avec le UHC Ersigen pour former le club actuel du SV Wiler-Ersigen.
En 1995, le club acquiert son premier joueur suédois.
Après une saison ratée, le SV Wiler-Ersigen redescend en LNB (deuxième division). Après un bref séjour de purgatoire, l'équipe revient une saison plus tard au plus haut niveau.
Le club a remporté par six fois le championnat de Suisse, a été trois fois vice-champion, a été une fois vainqueur de la Coupe Suisse et une fois champion d'Europe.

## Palmarès
- 1999-2000 : Finaliste de la Coupe Suisse
- 2001-2002 : Vice-champion suisse (défaite contre l'UHC Alligator Malans 3 matchs à 2)
- 2002-2003 : Vice-champion suisse (défaite contre l'UHC Rot-Weiss Chur 3 matchs à 1)
- 2003-2004 :
  - Champion suisse (victoire contre l'UHC Alligator Malans 3 matchs à 0)
  - Finaliste de la Coupe Suisse
- 2004-2005 :
  - Champion suisse (victoire contre Grasshopper-Club Zurich 3 matchs à 0)
  - Vainqueur de la Coupe Suisse
  - Champion d'Europe (victoire en finale contre le club suédois de Pixbo Wallenstam IBK 9-1 à Zurich)
- 2005-2006 :
  - Vice-champion suisse (défaite contre l'UHC Alligator Malans 3 matchs à 2)
  - 3e au championnat d'Europe (victoire contre le club tchèque de Tatran Techtex Stresovice 8-1)
- 2006-2007 :
  - Champion suisse (victoire contre l'Unihockey Tigers 3 matchs à 1)
  - Finaliste de la Coupe Suisse (défaite contre l'Unihockey Tigers 6-5)
- 2007-2008 :
- Champion suisse (victoire contre Floorball Köniz 3 matchs à 1)
  - Finaliste de la Coupe Suisse (défaite contre Floorball Köniz 4-3)
  - Vice-champion d'Europe (défaite contre le club suédois d'AIK IBF 2-5 à Winterthour)
- 2008-2009 :
  - Champion suisse (victoire contre l'Unihockey Tigers 3 matchs à 2)
  - Finaliste de la Coupe Suisse (défaite contre l'Unihockey Tigers 4-3 ap)
- 2009-2010 :
  - Champion suisse (victoire contre le HC Rychenberg Winterthur 4 matchs à 0)
  - Quatrième place au championnat d'Europe (défaite contre le club finlandais du SSV Helsinki 5-1 à Frederikshavn)

## Faits particuliers
Le SV Wiler-Ersigen est le club le plus populaire de Suisse, avec plus de 600 spectateurs de moyenne par match durant la saison 2010-2011. De plus, en 2002, il fit un record d'affluence en Suisse pour un match d'unihockey lors du quatrième match de la finale à Zuchwil avec 2480 spectateurs, puis l'année suivante avec 2685 spectateurs. 
En 2004, M. Hoffbauer, joueur emblématique du SV Wiler-Ersigen, fut le meilleur pointeur du Championnat du Monde en Suisse.
Depuis la saison 2003-2004, le club a toujours terminé à la première place du championnat, n'étant battu qu'en finale les fois où il ne remporta pas le championnat.
En remportant le championnat durant la saison 2003-2004, le SV Wiler-Ersigen a mis fin à la suprématie des clubs du canton des Grisons, (l'UHC Rot-Weiss Coire et l'UHC Alligator Malans) qui gagnaient le championnat depuis la saison 1988-1989 !

## Effectif
Voici l'effectif de l'équipe, saison 2014-2015 :

### Gardiens
| No | Nom               | Année de naissance |
| -- | ----------------- | ------------------ |
| 30 | Zimmermann Samuel | 1991               |
| 48 | Wolf Nicolas      | 1993               |

### Défenseurs
| No | Nom               | Année de naissance |
| -- | ----------------- | ------------------ |
| 2  | Baumgartner Micha | 1996               |
| 4  | Nussbächer Samuel | 1990               |
| 5  | Althaus Matthias  | 1992               |
| 11 | Olofsson Henrick  | 1987               |
| 13 | Meister Lukas     | 1990               |
| 21 | Väänänen Tatu     | 1983               |
| 24 | Oliver Hirschi    | 1990               |
| 29 | Gerber Markus     | 1981               |

### Attaquants
| No | Nom                | Année de naissance |
| -- | ------------------ | ------------------ |
| 3  | Sebek Daniel       | 1989               |
| 10 | Dave Wittwer       | 1987               |
| 15 | Christoph Hofbauer | 1983               |
| 18 | Zimmermann Adrian  | 1984               |
| 19 | Matthias Hofbauer  | 1983               |
| 20 | Berlinger Nicolas  | 1987               |
| 23 | Fankhauser Philipp | 1990               |
| 41 | Rosén Isaac        | 1986               |
| 50 | Mendelin Patrick   | 1987               |
| 77 | Känzig Deny        | 1996               |
| 88 | Eyer Tobias        | 1995               |
| 93 | Känzig Tobias      | 1993               |
| 97 | Stettler Simon     | 1987               |

Entraîneurs : 
- Thomas Berger  - Entraîneur
- Thomas von Känel - Assistant

## Liens
- SV Wiler-Ersigen